# Max Lobkowicz

Erb rodu Lobkoviců

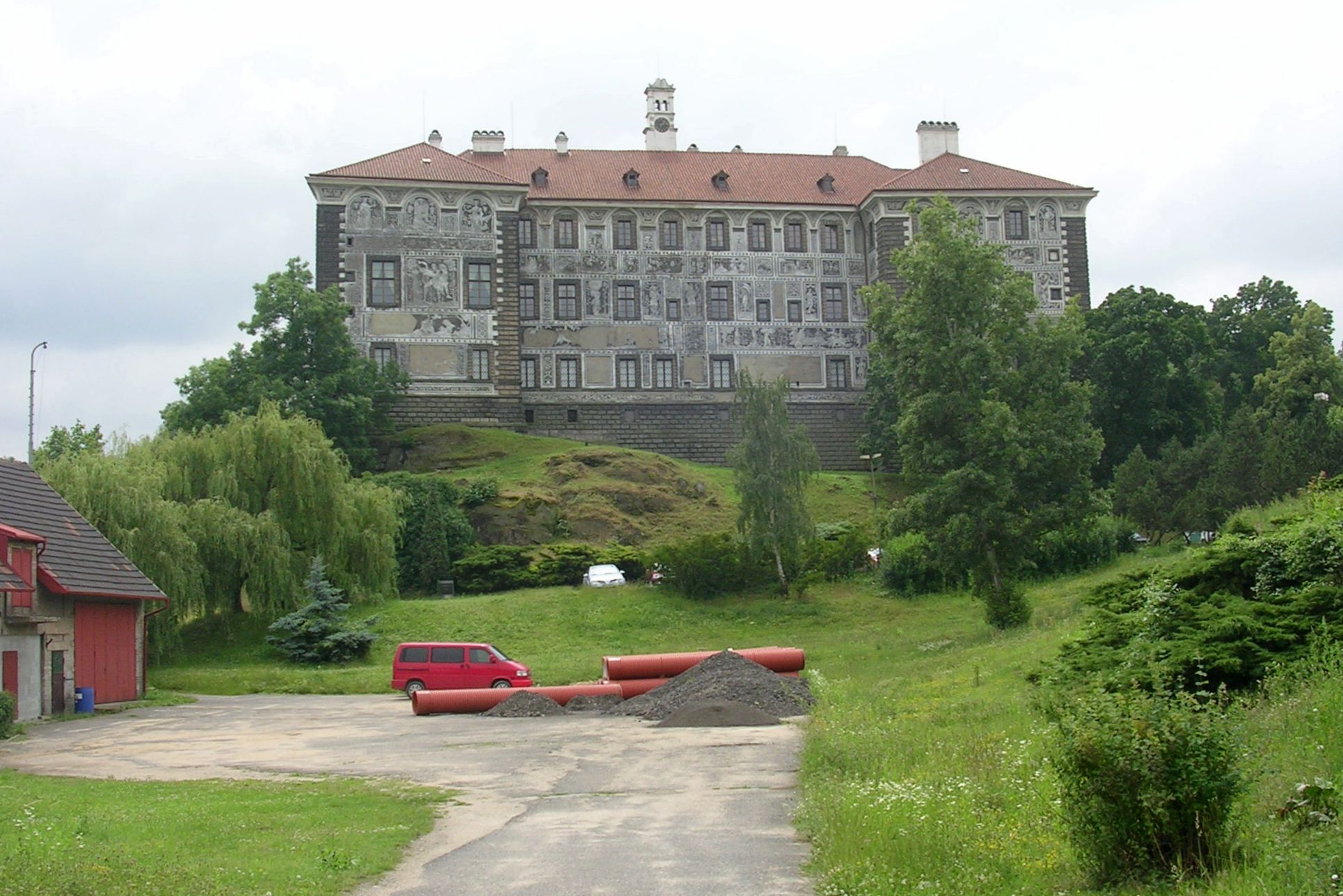
Zámek Nelahozeves patřící rodu Lobkowiczů

Maximilian Erwin Lobkowicz, celým jménem Maximilián Ervín Marie Josef Antonín Paduánský Jindřich Tomáš Lobkowicz (26. prosince 1888 Bílina – 1. dubna 1967 Dover, Massachusetts), byl šlechtic z knížecí roudnické primogeniturní větve Lobkoviců, právník, politik a diplomat. Kvůli nerovnorodému sňatku byl zbaven práva užívat titul vladař domu lobkowiczkého a vévoda z Roudnice a ten po smrti otce přešel na křimickou větev.

## Osobní život
Maturoval na německém gymnáziu na Malé Straně v Praze a v roce 1913 získal titul doktor práv na Univerzitě Karlově. Aktivně se podílel na vzniku republiky v roce 1918, kterou představitelé jeho rodu podpořili i v jejích nejtěžších chvílích v roce 1938 a 1939, kdy se připojili k prohlášením věrnosti české a moravské šlechty. V roce 1936 nakoupil velký balík akcií firmy Jindřich Mattoni. Před nacisty emigroval a z pověření Edvarda Beneše pracoval nejprve od října 1941 jako vyslanec a od června 1942 jako československý velvyslanec ve Spojeném království. V československém vojsku na západě bojoval také jeho příbuzný Eduard Lobkowicz, vyznamenaný československým vojenským křížem.
Pro nacisty byl Max Lobkowicz vlastizrádcem, jeho jmění bylo zabaveno a například Roudnický zámek byl dislokován pro potřeby školy Schutzstaffel (SS). Po osvobození byl sice rodový majetek (Lobkovický palác, hrad Střekov, zámek Nelahozeves atd.) na krátkou dobu vrácen, ale když byl kompletně po osvobození zkonfiskován, opustil Max Lobkowicz, (od 19. října 1947 čestný občan Roudnice nad Labem) Československo a usadil se v Spojených státech amerických, kde také v roce 1967 ve věku 79 let zemřel.
Po roce 1989 byl majetek rodu vrácen a jeho syn Martin (1928–2014) a vnuk William Lobkowicz (* 1961) se zasloužili o zpřístupění sbírky rodu Lobkoviců v Lobkovickém paláci v Praze a také na zámku Nelahozeves.

### Rodina
Maximilián Ervín se 1. prosince 1924 v Londýně oženil s Gillian Margarette Hope, rozenou Somerville of Drishane (16. října 1890 Londýn – 2. března 1982 Dover, Massachusetts), dcerou Aylmera Coghilla Somerville na Penleight House a Emmeliny Sophie Sykesové. Gillian se vdávala podruhé, jejím prvním manželem byl od roku 1911 Francis Hugh Bonham-Carter (1879–1960), rozvedli se v roce 1923.
Max a Gillian spolu měli 3 syny:
- 1. Martin Maxmilián Jiří (21. 12. 1928 Londýn – 4. 1 . 2014 Dover, Massachusetts, USA)
  - ∞ (* 12. 9. 1952 Lexington, Kentucky, USA) Margaret Brooks Juett (27. 8. 1930 Lexington)
- 2. Dominik Mikuláš Patrik (6. 12. 1930 Londýn – 24. 2. 2020 Rockland, Maine, USA)
  - 1. ∞ (16. 4. 1956 Concord, Massachusetts, USA) Louise W. Brooks (* 18. 10. 1932 Boston)
  - 2. ∞ (11. 8. 1972 Falmouth, Massachusetts, USA) Sarah Elisabeth Stefanoni (* 18. 4. 1938 Boston)
- 3. Olivier Karel Jan (15. 4. 1934 Londýn - 25. 5. 1972 Greenwich, Connecticut, USA, autonehoda)
  - ∞ (19. 9. 1959 Perickley, Pensylvánie, USA) Marjorie G. Hunter (* 30. 4. 1935 Pittsburgh, Pensylvánie)